# Renê Santos
Renê Ferreira dos Santos (* 21. April 1992 in Salvador) ist ein brasilianischer Fußballspieler.

## Karriere
Santos begann seine Karriere 2011 beim Erstligisten Grêmio FBPA. 2012 wurde er an dem japanischen Kawasaki Frontale ausgeliehen. 2013 unterschrieb er einen Vertrag beim georgischen FC Sestaponi. 2014 wurde er mit dem Verein Vizemeister der Umaghlessi Liga. Januar 2015 wechselte er zu FC Dinamo Tiflis. 2015 und 2016 gewann er mit dem Verein den Georgischen Fußballpokal. Mit dem Verein wurde er 2015/16 georgischen Meister. 2017 kehrte er nach Brasilien zurück. Hier spielte er bis 2018 für EC Vitória, Atlético Goianiense und Paraná Clube. 2019 wechselte er zum portugiesischen Marítimo Funchal, bestritt 70 Erstligaspiele und schoss dabei ein Tor. Von 2021 bis 2022 spielte er beim saudi-arabischen al-Raed. 2022 kehrte er zu Marítimo Funchal zurück. Am Ende der Primeira Liga 2022/23 stieg der Verein in die zweite Liga ab. 

## Erfolge
FC Dinamo Tiflis
- Georgischer Meister: 2015/16
- Georgischer Pokalsieger: 2014/15, 2015/16